# Region kościelny
Region kościelny (łac. regio ecclesiastica) – terytorium obejmujące kilka prowincji kościelnych (metropolii) połączonych przez papieża na prośbę episkopatu, zwłaszcza w krajach o dużej liczbie diecezji. Regiony kościelne tworzy się, by rozwijać współpracę pomiędzy sąsiednimi metropoliami. Zebrania biskupów regionu nie mają jednak uprawnień konferencji episkopatu.
"Jeśli się to okaże pożyteczne, zwłaszcza w krajach posiadających większą liczbę Kościołów partykularnych, Stolica Święta może, na wniosek Konferencji Episkopatu, łączyć sąsiednie prowincje kościelne w regiony kościelne."
Kodeks prawa kanonicznego, kan. 433, § 1.

## Regiony kościelne we Włoszech
Od 8 grudnia 1976 r. we Włoszech jest 16 regionów kościelnych:
1. region kościelny Abruzja-Molise
2. region kościelny Basilicata
3. region kościelny Kalabria
4. region kościelny Kampania
5. region kościelny Emilia-Romania
6. region kościelny Lacjum
7. region kościelny Liguria
8. region kościelny Lombardia
9. region kościelny Marche
10. region kościelny Piemont
11. region kościelny Apulia
12. region kościelny Sardynia
13. region kościelny Sycylia
14. region kościelny Toskania
15. region kościelny Triveneto
16. region kościelny Umbria

## Regiony kościelne w Brazylii

Regiony kościelne w Brazylii.

- Regional Norte 1 (Amazonas e Roraima)
  - metropolia Manaus (1952)
- Regional Norte 2 (Pará e Amapá)
  - metropolia Belém do Pará (1906)
  - metropolia Santarém (2019)
- Regional Nordeste 1 (Ceará)
  - metropolia Fortaleza (1915)
- Regional Nordeste 2 (Pernambuco, Paraíba, Rio Grande do Norte e Alagoas)
  - metropolia Olinda i Recife (1910)
  - metropolia Paraíba (1914)
  - metropolia Maceió (1920)
  - metropolia Natal (1952)
- Regional Nordeste 3 (Bahia e Sergipe)
  - metropolia São Salvador da Bahia (1676)
  - metropolia Vitória da Conquista (2002)
  - metropolia Feira de Santana (2002)
  - metropolia Aracaju (1960)
- Regional Nordeste 4 (Piauí)
  - metropolia Teresina (1952)
- Regional Nordeste 5 (Maranhão)
  - metropolia São Luís do Maranhão (1922)
- Regional Leste 1 (Rio de Janeiro)
  - metropolia Rio de Janeiro (1892)
  - metropolia Niterói (1960)
- Regional Leste 2 (Minas Gerais e Espírito Santo)
  - metropolia Mariana (1906)
  - metropolia Diamantina (1917)
  - metropolia Belo Horizonte (1924)
  - metropolia Vitória (1958)
  - metropolia Pouso Alegre (1962)
  - metropolia Uberaba (1962)
  - metropolia Juiz de Fora (1962)
  - metropolia Montes Claros (2001)
- Regional Sul 1 (São Paulo) 
  - metropolia São Paulo (1908)
  - metropolia Botucatu (1958)
  - metropolia Campinas (1958)
  - metropolia Ribeirão Preto (1958)
  - metropolia Aparecida (1958)
  - metropolia Sorocaba (1992)
- Regional Sul 2 (Paraná)
  - metropolia Curitiba (1926)
  - metropolia Londrina (1970)
  - metropolia Maringá (1979)
  - metropolia Cascavel (1979)
- Regional Sul 3 (Rio Grande do Sul)
  - metropolia Porto Alegre (1910)
  - metropolia Pelotas (2011)
  - metropolia Santa Maria (2011)
  - metropolia Passo Fundo (2011)
- Regional Sul 4 (Santa Catarina)
  - metropolia Florianópolis (1927)
- Regional Centro-Oeste (Goiás, Distrito Federal e Tocantins)
  - metropolia Goiânia (1956)
  - metropolia Brasília (1960)
  - metropolia Palmas (1996)
- Regional Oeste 1 (Mato Grosso do Sul)
  - metropolia Campo Grande (1979)
- Regional Oeste 2 (Mato Grosso)
  - metropolia Cuiabá (1910)
- Regional Noroeste (Rondônia, Acre e Amazonas)
  - metropolia Porto Velho (1982)